# 纤花轮环藤
纤花轮环藤（学名：Cyclea debiliflora）为防己科轮环藤属下的一个种。

## 扩展阅读
- 維基物種上的相關：纤花轮环藤